# Вилијам Сандерсон
Вилијам Сандерсон (енгл. William Sanderson; Мемфис, Тенеси, 10. јануар 1944), амерички је позоришни, филмски и ТВ глумац.
Играо је Џ. Ф. Себастијана у играном филму Истребљивач (1982) и имао је редовне улоге у неколико телевизијских серија као што су Лери у Њухарту (1982–1990), Е. Б. Фарнум у Дедвуду (2004–2006, 2019) и Шериф Бад Дирборн у серији Права крв (2008–2010, 2012).